# Pietro Marchetti
Pietro Marchetti (Padua, 1589-Padua, 16 de abril de 1673) fue un cirujano, anatomista y médico italiano.

## Biografía
Padre de Domenico Marchetti y Antonio Marchetti (1640-1730), estudió en la Universidad de Padua, donde se formó en Medicina bajo la dirección, entre otros, de Hieronymus Fabricius (1537-1619). El 28 de febrero de 1652 fue nombrado profesor de Anatomía y cirugía del Ateneo, en Padua. Más adelante, fue nombrado Caballero de San Marcos. Fue un profundo conocedor de la anatomía y cirujano dedicado e innovador.
De entre sus contribuciones científicas, se destacan la cirugía hepática y ortopédica, heridas con arma de fuego y la neurocirugía, en la que llegó a practicar la trepanación del cráneo, objetivando la cura de la epilepsia postraumática. Estudió también las fístulas intestinales y anales; las úlceras y fístulas del uréter y de la espina bífida. El 23 de noviembre de 1669, cuando tenía 80 años, se alejó de su puesto en la universidad, dejando su cátedra a su hijo Antonio Marchetti. 
Murió con 82 años y fue sepultado con grandes homenajes en la Basílica de San Antonio de Padua. Según Edward Theodore Withington, historiador de la Medicina, fue el cirujano italiano más importante del siglo XVII. Sus obras fueron traducidas al inglés, alemán y francés.

## Obras
- Noua observatio, et curatio chirurgica, Patavii: Typ. J. B. Pasquati, 1654
- Anatomia, Venetiis, 1654
- Tendinis flexoris pollicis ab equo evulsi observatio, 1658
- Observationum Medico-Chirurgicarum rariorum sylloge, Patavii, typis Matthaei de Cadorinis, 1664, 1685; Amstelodami, 1665; Londini, 1729; Nuremberg, 1673
- Recueil d'observations rares de médecine et de chirurgie, par Pierre de Marchettis, (la cura di Auguste Warmont), París, A. Coccoz libraire, 1858
- Observationum Medico-Chirurgicarum rariorum sylloge, Patavii: typis Iacobi de Cadorinis, 1675
- Observationes et tractatus medicochirurgici - 1772